# ناحية شبانكارة (مقاطعة دشتستان)
ناحية شبانكاره (بالفارسية: بخش شبانکاره) هي ناحية في مقاطعة دشتستان التابعة لمحافظة بوشهر في إيران. في تعداد عام 2006، كان عدد سكانها 19,366 نسمة في 3,977 عائلة. فيها مدينة واحدة: شبانكارة. وقسم ريفي واحد: قسم شبانكارة الريفي.